# Long Sword Dance
Der Long Sword Dance (engl. für Langschwerttanz) ist ein Kettenschwerttanz aus der Grafschaft Yorkshire in England. Er ist mit dem Rapper-Sword-Kettenschwerttanz aus Northumbria in Nordostengland verwandt, aber sein Charakter ist ganz anders, da er starre Schwerter aus Stahl oder Holz benutzt, statt die biegsamen Rapper aus Sprungstahl seines nördlichen Bruders.
Obwohl Long-Sword-Tänze überall in Yorkshire stattfinden, gibt es besondere Gruppen der Tänze in Ost-Cleveland, im nördlichen Teil des North-York-Moors und in der Nähe von Sheffield im Süden der Grafschaft.
Die Long-Sword-Tänze sind sehr verschieden, einige langsam und militaristisch, wie der Grenoside-Tanz, andere schneller, wie der aus Handsworth. Weiter Unterschiede bestehen in der Anzahl der Tänzer, charakteristischen Tanzschritten usw.
Im Gegensatz zu vielen englischen Volkstänzen, die meistens von Erneuerungsvereinen aufgeführt werden, werden Long-Sword-Tänze oft von Mannschaften ihrer eigenen Dörfer aufgeführt, z. B. die Goathland Plough Stots (wörtlich "Goathland Pflugochsen") und die Flamborough Sword Dancers.
Der International Sword Spectacular fand im Mai 2004 in Whitby, England, statt. Es war die größte Versammlung von Schwerttänzern der Welt seit langem.
|  |  |
|  |  |
|  |  |